# Muzeul Teatrului Național „Marin Sorescu”
Muzeul Teatrului Național „Marin Sorescu” este un muzeu național din Craiova, amplasat în Str. Al. I. Cuza nr. 11. Prezintă istoria teatrului craiovean. Colecția se află într-o sală la demisol cu acces din foaierul mare și cuprinde fotografii, costume de scenă, recuzită, afișe, programe de sală, cărți și publicații proprii.